# 海波因特 (喬治亞州)
海波因特（英語：High Point）是位於美國喬治亞州沃克縣的一個非建制地區。該地的面積和人口皆未知。

## 地理
海波因特的座標為34°51′48″N 85°22′01″W / 34.86333°N 85.36694°W，而該地的平均海拔高度為237米（即778英尺）。